# 混合价态化合物
内层电子转移内层电子转移（IS ET）或键合电子转移是一种氧化还原化学反应，通过氧化剂和还原剂反应物之间的共价键（强电子相互作用）进行。在内球电子转移中，配体在电子转移过程中桥接了两个金属氧化还原中心。大的配体抑制了内球反应，这阻止了关键的桥接中间体的形成。因此，IS ET在生物系统中很少见，在该生物系统中，氧化还原位点通常被庞大的蛋白质所屏蔽。内层ET通常用于描述涉及过渡金属配合物的反应，本文的大部分内容都是从这种角度撰写的。但是，氧化还原中心可以由有机基团而不是金属中心组成。
桥联配体实际上可以是任何可以传输电子的实体。通常，这种配体具有一个以上的孤电子对，因此它既可以用作还原剂又可以用作氧化剂的电子供体。常见的桥联配体包括卤化物和假卤化物，例如氢氧化物和硫氰酸盐。还已知更复杂的桥联配体，包括草酸酯，丙二酸酯和吡嗪。在进行ET之前，必须形成桥接的复合体，并且这种过程通常是高度可逆的。一旦建立，电子转移就会通过电桥发生。在某些情况下，稳定的桥接结构可能以基态存在。在其他情况下，桥接结构可以是过渡形成的中间体，或者在反应过程中作为过渡态。
与内层电子转移相对应的是外层电子转移。在任何过渡金属氧化还原工艺中，除非满足内层的条件，否则该机理可以假定为外层。由于所涉及的金属中心之间的相互作用程度较大，因此，内层电子传递通常在焓上比外层电子传递更有利，但是，内层电子传递通常在熵上较差，因为相比于外层电子转移，内层电子转移所涉及的两个位点必须通过桥联变得更有序。

## 混合价态化合物举例
| 化合物名称   | 化学式       | 变价元素 | 变价的具体情况                     | 制备                                                        |
| ------------ | ------------ | -------- | ---------------------------------- | ----------------------------------------------------------- |
| 一氧化二碳   | C2O          | C        | 1个+2价，1个0价                    |                                                             |
| 二氧化三碳   | C3O2         | C        | 2个+2价，1个0价                    |                                                             |
| 过氧化铬     | CrO5         | O        | 1个-2价，4个-1价                   |                                                             |
| 四氧化铁     | FeO4         | O        | 2个-2价，2个-1价                   |                                                             |
| 过氧化铀     | UO4          | O        | 2个-2价，2个-1价                   |                                                             |
| 三氧化二氯   | Cl2O3        | Cl       | 1个+2价，1个+4价                   |                                                             |
| 六氧化二氯   | Cl2O6        | Cl       | 1个+5价，1个+7价                   |                                                             |
| 五氧化三钛   | Ti3O5        | Ti       | 2个+3价，1个+4价                   |                                                             |
| 四氧化三锰   | Mn3O4        | Mn       | 2个+3价，1个+2价                   |                                                             |
| 四氧化三铁   | Fe3O4        | Fe       | 2个+3价，1个+2价                   | 铁在氧气中燃烧、铁和水蒸气加热反应                          |
| 四氧化三钴   | Co3O4        | Co       | 2个+3价，1个+2价                   | 氧化亚钴在空气中加热                                        |
| 十一氧化六镨 | Pr6O11       | Pr       | 2个+3价，4个+4价                   |                                                             |
| 七氧化四铽   | Tb4O7        | Tb       | 2个+3价，2个+4价                   |                                                             |
| 四氧化三铅   | Pb3O4        | Pb       | 2个+2价，1个+4价                   | 一氧化铅在空气中加热                                        |
| 八氧化三铀   | U3O8         | U        | 2个+5价，1个+6价                   |                                                             |
| 八氧化三镎   | Np3O8        | Np       | 2个+5价，1个+6价                   | Np(IV)或Np(V)的氢氧化物在空气或二氧化氮中加热至300-400℃得到 |
| 一氧化银     | AgO/Ag4O4    | Ag       | 1个+1价，1个+3价                   | 用臭氧氧化金属银制得                                        |
| 一氟化二银   | Ag2F         | Ag       | 1个0价，1个+1价                    | 金属银与氟化银反应                                          |
| 硫代硫酸钠   | Na2S2O3      | S        | 1个+6价，1个-2价                   |                                                             |
| 过一硫酸     | H2SO5        | O        | 3个-2价，2个-1价                   |                                                             |
| 过二硫酸     | H2S2O8       | O        | 6个-2价，2个-1价                   |                                                             |
| 硝酸铵       | NH4NO3       | N        | 铵根中的N为-3价，硝酸根中的N为+5价 | 氨水和硝酸反应                                              |
| 九氧化四碘   | I4O9/I(IO3)3 | I        | 1个+3价，3个+5价                   |                                                             |

由于混合价态的化合物有某种元素价态有多个，因此它们可以拆成两个或两个以上单价态的化合物，并用“·”号连接。如Fe3O4可以写成FeO·Fe2O3，Pb3O4可以写成2PbO·PbO2。它们也能用氧化态来表示，如Co3O4可以写成 CoIICoIII2O4。

## 混合价态化合物的颜色
混合价态化合物通常有较深的颜色，如AuIAuIIICl4为深黑色、普鲁士蓝为深蓝色等。